# Hasegawa Tai

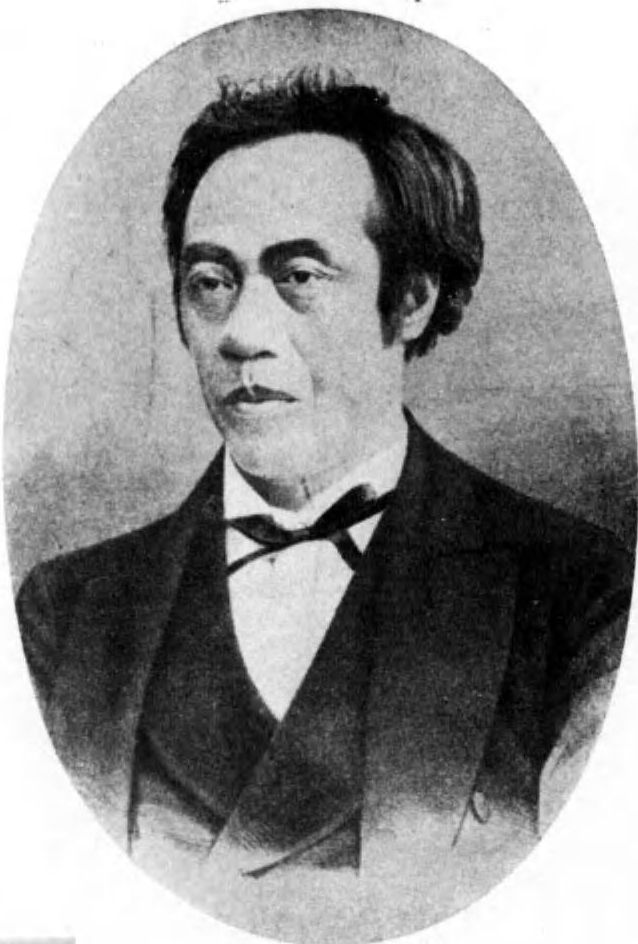
Hasegawa Tai

Hasegawa Tai (japanisch 長谷川 泰; geboren 15. Juli 1842 in Nagaoka (Provinz Echigo); gestorben 11. März 1912) war ein japanischer Ausbilder und Organisator im Fach Medizin.

## Leben und Wirken
Hasegawa Tai wurde als Sohn des Arztes für Chinesische Medizin Hasegawa Munenari (長谷川 宗斉) geboren. Er studierte unter Tsuboi Hōshū. 1862 trat er in die medizinische Schule von Satō Shōchū (佐藤 尚中; 1827–1882) in der Stadt Sakura ein und studierte später an der medizinischen Schule von Matsumoto Ryōjun (松本 良順; 1832–1907).
Ab 1869 unterrichtete Hasegawa an der Medizinischen Hochschule Tokio, einer Vorgängereinrichtung der Fakultät für Medizin der Universität Tokio. 1870 wurde er Assistenzprofessor und später stellvertretender Direktor, kam aber mit Ishiguro Tadanori (1845–1941), dem Direktor der Hochschule, nicht zurecht und verließ sie 1876. 
Anschließend gründete er die Saisei-Schule (済生学舎; Saisei gakusha) im Stadtteil Hongō, wo er sich der Ausbildung von Medizinstudenten widmete. Da es sich um eine private medizinische Ausbildungseinrichtung mit niedrigen Studiengebühren handelte, waren die Einschreibungen extrem hoch. 9600 Studenten absolvierten ihr Studium an der Saisei-Schule und wurden Ärzte. Im Jahr 1902, als die Verordnung über technische Schulen erlassen wurde, versuchte Hasegawa, für die Saisei-Schule den Rang einer medizinischen Hochschule zu erhalten. Das scheiterte jedoch, was die abrupte Schließung der Schule zur Folge hatte.
Am 11. März 1912 starb Hasegawa an einem Darmverschluss.

## Einzelnachweis
1. ↑  Hasegawa Tai im Magazin „Igaku kenkyushitsu“, japanisch